# Oreodytes productotruncatus
Oreodytes productotruncatus là một loài bọ cánh cứng trong họ Bọ nước. Loài này được Hatch miêu tả khoa học năm 1944.